# Conseil économique, social et environnemental
Pour les articles homonymes, voir CES et Conseil économique et social.
Le Conseil économique, social et environnemental (CESE, prononcé /sezə/) est la troisième assemblée constitutionnelle française, composée de représentants sociaux (patronat, syndicats, associations). Le CESE a une fonction consultative, optionnelle ou obligatoire dans le cadre du processus législatif, cette assemblée permettant la représentation au niveau national des organisations professionnelles et la communication entre les différents acteurs de l’économie. Son siège est situé au palais d'Iéna à Paris.

Syndicats : 52 sièges
Nature et environnement : 26 sièges
Vie associative : 8 sièges
Agriculture : 11 sièges
Mutuelles : 18 sièges
Cohésion des territoires : 29 sièges
Outre-mer : 8 sièges
Libéraux : 6 sièges
Entreprises : 17 sièges

Cette représentation socio-professionnelle au niveau national est transposée au niveau de chaque collectivité territoriale régionale qui dispose aussi d’une assemblée consultative du même type, le Conseil économique, social et environnemental régional (CESER). Il existe également un Comité économique et social européen (CESE) au niveau de l’Union européenne.

## Historique
Dans la lignée des lois Waldeck-Rousseau de 1884 et 1901, qui garantissent les libertés syndicale et d’association, le Conseil national économique est créé en 1925 par le ministre du travail, de l'Hygiène, de l'Assistance et de la Prévoyance sociale, Justin Godart, alors qu'Édouard Herriot est président du Conseil[réf. souhaitée]. Il s'inspire du projet de Conseil national économique chargé d'examiner tous les problèmes posés par le retour à la paix proposé par Léon Jouhaux en 1918. Il est composé de 47 membres et siège dans une aile du Palais-Royal.[réf. souhaitée] Son existence, initialement tenue d’un décret, devient consacrée par une loi en 1936. C'est un organisme administratif sans autorité réelle.[réf. souhaitée] L’institution est ensuite supprimée par le régime de Vichy.

Ancien logo.

En 1946, le Conseil économique est instauré par la Constitution de la IVe République (Titre III, article 25). Il fait donc partie des institutions de la République. Ses 164 membres ont pour mission d’examiner les projets et propositions de lois de sa compétence. Ces projets lui sont soumis par l'Assemblée nationale avant qu'elle n'en délibère. Le Conseil peut être consulté par le Conseil des ministres. Il l'est obligatoirement pour l'établissement d'un plan économique national. Le Conseil est installé dans l'aile Montpensier du Palais-Royal. Léon Jouhaux est élu président du Conseil économique, lors de sa première séance le 16 avril 1947. Il est entre 1925 et 1940 un des vice-présidents du Conseil économique national.
En 1958, la Constitution de la Ve République maintient le Conseil en le renommant « Conseil économique et social ». Celui-ci s’installe au palais d'Iéna.
En 1969, le président de la République, Charles de Gaulle, propose de fusionner le Conseil économique et social et le Sénat — proposition déjà énoncée dans son discours de Bayeux en 1946. Il organise pour cela le référendum sur le « projet de loi relatif à la création de régions et à la rénovation du Sénat », qui se tient le 27 avril 1969. La nouvelle assemblée devait exercer une fonction consultative. La majorité de « non » au référendum provoque la démission du président.
La loi constitutionnelle du 23 juillet 2008 rajoute la compétence environnementale et permet notamment la saisine par voie de pétition. Le Conseil économique et social est alors rebaptisé « Conseil économique, social et environnemental » et le plafond de 233 membres est fixé par la Constitution.
Dans les années 2010, le CESE fait l’objet de plusieurs critiques quant à son utilité, ainsi que sur le mode de nomination des personnalités qualifiées et l’absentéisme,. Sa suppression est demandée par des personnalités politiques (Hervé Mariton,, Marine Le Pen, Jean-Louis Masson, qui a déposé au Sénat une proposition de Loi constitutionnelle en ce sens). Jean-Paul Delevoye déclare constater que l'assemblée constitutionnelle « gonflait ses effectifs et distribuait des primes sans compter ». Par ailleurs, « pour un salaire moyen de 55 000 euros, les fonctionnaires du Cese travaillaient en moyenne 1.350 heures annuelles, soit largement moins que les 1.607 heures obligatoires de la fonction publique ».
En 2015, le groupe de travail sur l'avenir des institutions propose la fusion avec le Sénat, dont l’action serait davantage orientée vers l’évaluation et le contrôle. François Hollande, la même année, choisit de privilégier la « société civile » pour la désignation des personnalités qualifiées, décision qu'il justifie par le souci de ne plus utiliser le CESE pour procéder à « un plan social des recalés du suffrage universel ».
Durant le premier quinquennat d'Emmanuel Macron, le projet de loi constitutionnelle prévoit la création d’une Chambre de la société civile, ou Conseil de la participation citoyenne, qui se substituerait au CESE,. De plus, une des questions du Grand débat national porte sur la réforme du CESE. Alors que la révision constitutionnelle n’est pas adoptée, la loi organique du 15 janvier 2021 diminue le nombre de conseillers à 175, et supprime les personnalités associées. De plus, le Conseil peut associer à ses travaux des représentants des conseils consultatifs créés auprès des collectivités territoriales et des composantes de la société civile non représentées au Conseil, ainsi que des personnes tirées au sort. Selon la juriste Nora Stirn, cette loi organique est venue « acter définitivement cette transformation profonde du CESE » en « troisième chambre chargée notamment des consultations citoyennes », d'après la formule de Gabriel Attal.
Cette réforme a suscité des critiques, entre autres via une tribune cosignée par plusieurs des organisateurs de la convention citoyenne pour le climat, mais aussi du député UDI Bertrand Pancher. Leurs critiques portent entre autres sur les points suivants :
- les assemblées citoyennes ne devraient pas être décidées par le CESE mais par le gouvernement ou le parlement ;
- il faut des garanties d'indépendance, non prévues par le projet de loi. La moitié des membres du comité de gouvernance de la convention citoyenne pour le climat étaient extérieurs au CESE[17].

Le CÉSE est la troisième assemblée instaurée par la Constitution française, après l'Assemblée nationale et le Sénat. Elle est aussi parfois nommée «troisième chambre parlementaire », « troisième chambre de la République »,, ou « troisième chambre »,,.

## Composition

### Désignation des membres
Les membres du Conseil économique, social et environnemental sont désignés pour cinq ans. Ils ne peuvent accomplir plus de deux mandats consécutifs. Ils doivent être âgés au minimum de 18 ans (25 ans avant le 31 juillet 2010) et appartenir depuis au moins deux ans à la catégorie qu’ils représentent ; pour les représentants de chaque organisation, pour les désignations des personnalités qualifiées, la parité homme-femme doit être respectée.
Le nombre de conseillers est passé de 205 en 1958 à 230 en 1984, puis à 231 en 1990 et à 233 en 2007. Depuis 2021, le nombre est fixé à 175. Un comité composé de parlementaires et de magistrats est chargé de proposer, au plus tard six mois avant la fin de chaque mandature, des évolutions de la composition du Conseil,.
Les conseillers du Conseil économique, social et environnemental sont désignés de la manière suivante :
| Qualité | Membres désignés par |
| --- | --- |
| 1/ 52 représentants des salariés : | |
| 52 représentants des salariés | CFDT 14 ; CGT 14 ; FO 9 ; CFE CGC 4 ; CFTC 4 ; UNSA 4 ; USS 2 ; FSU 1 |
| 2/ 52 représentants des entreprises, des exploitants agricoles, des artisans, des professions libérales, des mutuelles, des coopératives et des chambres consulaires : | |
| 17 représentants des entreprises | CGPME 7 ; MEDEF 7 ; Fédération des entreprises du spectacle vivant, de la musique, de l'audiovisuel et du cinéma 1 ; Fédération des particuliers-employeurs 1 ; Union des employeurs de l'économie sociale et solidaire 1 |
| 11 représentants des exploitants agricoles | FNSEA 6 ; Confédération paysanne 1 ; La Coopération agricole 1 ; Coordination rurale 1 ; Fédération nationale de la mutualité agricole 1 ; Jeunes agriculteurs 1 |
| 6 représentants des artisans et des professions libérales | Union des entreprises de proximité 5 ; CNPL 1 |
| 18 représentants des mutuelles, coopératives et chambres consulaires :                                                                                                 | CCI France 7 ; Assemblée permanente des chambres d'agriculture 4 ; CMA France 3 ; Fédération nationale de la mutualité française 2 ; Confédération générale des sociétés coopératives ouvrières de production 1 ; Fédération nationale des sociétés coopératives d'HLM 1 |
| 3/ 45 représentants au titre de la cohésion sociale et territoriale et de la vie associative, dont huit représentants des outre-mer :                                  | |
| 29 représentants au titre de la cohésion sociale et territoriale | UNAF 5; 1 représentants désignés par les mouvements familiaux à recrutement spécifique dédiés aux familles homoparentales habilités à cet effet par l’UNAF ; 2 représentants âgés de moins de trente ans à la date de leur désignation, désignés par accord entre, d'une part, le Comité pour les relations nationales et internationales de jeunesse et d'éducation populaire et, d'autre part, le Forum français de la jeunesse ; Agence pour la diversité entrepreneuriale 1 ; Citoyenneté possible 1 ; Collectif Alerte 1 ; Collectif Handicaps 1 ; Comité national olympique et sportif français 1 ; Compagnie des aidants 1 ; Confédération française des retraités 1 ; Conseil national consultatif des personnes handicapées 1 ; Convention nationale des associations de protection de l'enfant (CNAPE) 1 ; Croix-Rouge française 1 ; Fédération des associations générales étudiantes 1 ; Fédération nationale Solidarité Femmes 1 ; France Assos Santé 1 ; France digitale 1 ; France Tiers Lieux 1 ; France Victimes 1 ; Mozaïk RH 1 ; Nos quartiers ont du talent 1 ; Tous en stage 1 ; UFC-Que Choisir 1 ; Union nationale des étudiants de France 1 |
| 8 représentants au titre de la vie associative | désignés par Le Mouvement associatif dont 1 désigné sur proposition du Centre français des fondations |
| 8 représentants organisations exerçant leurs activités dans les collectivités d'outre-mer                                                                              | zone de l'océan Atlantique 4 ; zone de l'océan Indien 2 ; zone de l'océan Pacifique 2 |
| 4/ 26 représentants au titre de la protection de la nature et de l'environnement :                                                                                     | |
| 26 représentants au titre de la protection de la nature et de l'environnement                                                                                          | France Nature Environnement 6 ; Fédération nationale des chasseurs 2 ; Fédération nationale de la pêche et de la protection du milieu aquatique 2 ; Fondation Nicolas-Hulot pour la nature et l'homme 2 ; Ligue pour la protection des oiseaux 2 ; Association française des entreprises pour l'environnement 1 ; Fédération nationale des parcs naturels régionaux de France 1 ; Fédération nationale des associations d'usagers des transports 1 ; Fondation de la Mer 1 ; Humanité et biodiversité 1 ; Institut du développement durable et des relations internationales 1 ; Institut de l'économie pour le climat 1 ; Les Amis de la Terre 1 ; Association œuvrant pour la protection de la forêt et choisie par l'Office national des forêts 1 ; Réseau Action Climat France 1 ; Surfrider Foundation Europe 1 ; WWF 1 |

### Présidents
L’assemblée du Conseil économique, social et environnemental élit son bureau. Celui-ci se compose du président et de dix-huit membres.
Les présidents successifs sont :
| Portrait                                                             | Identité           | Période           | Période           |
| Portrait                                                             | Identité           | Début             | Fin               |
| -------------------------------------------------------------------- | ------------------ | ----------------- | ----------------- |
| Léon Jouhaux vers 1951.                                              | Léon Jouhaux       | 1947              | 1954              |
| Émile Roche en 1963.                                                 | Émile Roche        | 1954              | 1974              |
| Pas de portrait sous licence libre disponible pour Gabriel Ventejol. | Gabriel Ventejol   | 1974              | 1987              |
| Pas de portrait sous licence libre disponible pour Jean Mattéoli.    | Jean Mattéoli      | 1987              | 1999              |
| Pas de portrait sous licence libre disponible pour Jacques Dermagne. | Jacques Dermagne   | 1999              | 2010              |
| Jean-Paul Delevoye, 2011.                                            | Jean-Paul Delevoye | 16 octobre 2010   | 1er décembre 2015 |
| Patrick Bernasconi, 5 février 2009.                                  | Patrick Bernasconi | 1er décembre 2015 | 18 mai 2021       |
| Thierry Beaudet en 2017.                                             | Thierry Beaudet    | 18 mai 2021       | En cours          |

### Commissions permanentes
Le Conseil comporte sept commissions permanentes pouvant accueillir entre 27 et 29 membres. Depuis 2021, la liste est fixée comme suit, :
- Commission des affaires sociales et de la santé ;
- Commission du travail et de l'emploi ;
- Commission de l'économie et des finances ;
- Commission des affaires européennes et internationales ;
- Commission des Territoires, de l'agriculture, de la pêche et de l'alimentation ;
- Commission de l'éducation de la culture et de la communication ;
- Commission de l'environnement.

Le Conseil comporte également deux délégations : la délégation aux droits des Femmes et à l'égalité et la délégation aux Outre-mer. Le Bureau du CESE peut également créer des commissions temporaires pour élaborer certains avis.

## Rôle

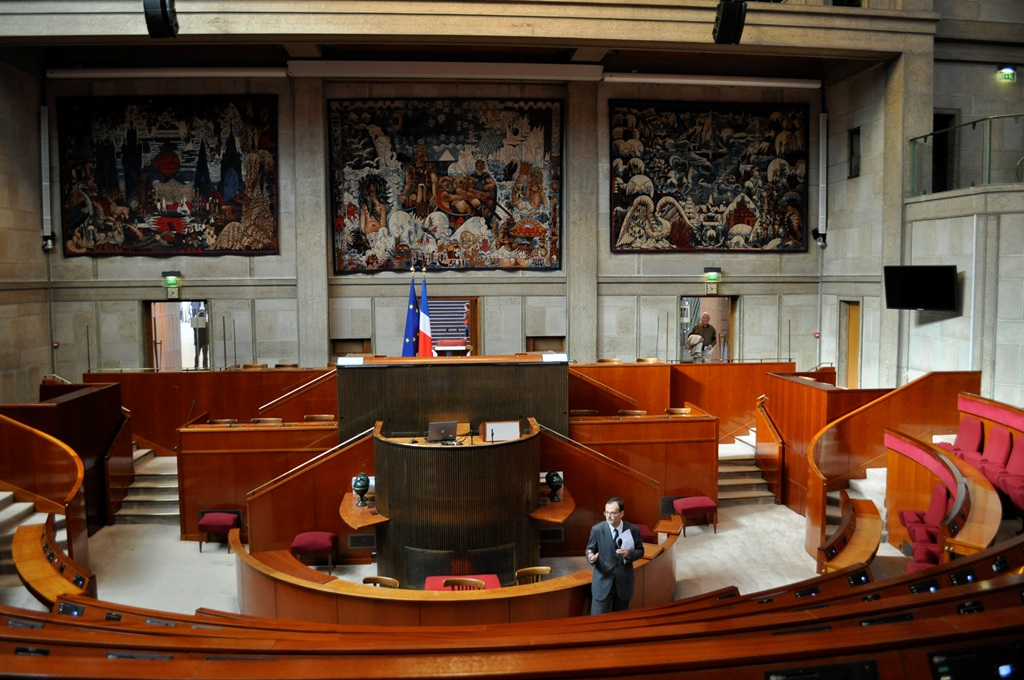
Hémicycle du Conseil économique, social et environnemental au palais d'Iéna.

Le rôle du CESE est défini dans les articles 69, 70 et 71 de la Constitution de la Ve République.

### Avis sur les projets de loi
Le Conseil économique, social et environnemental, saisi par le gouvernement, donne son avis sur les projets de loi, d'ordonnance ou de décret ainsi que sur les propositions de loi qui lui sont soumis. Son avis est obligatoire pour les projets de loi de plan et des projets de loi de programmation à caractère économique, social ou environnemental. Il peut aussi être saisi pour avis, des projets de loi de programmation définissant les orientations pluriannuelles des finances publiques, des projets de loi, d'ordonnance ou de décret ainsi que des propositions de loi entrant dans le domaine de sa compétence,. Depuis la réforme de 2021, lorsque le Conseil économique, social et environnemental est consulté sur un projet de loi, le Gouvernement ne procède pas, sauf exceptions, aux consultations prévues en application de dispositions législatives ou réglementaires. Le Conseil économique, social et environnemental peut solliciter l'avis des instances consultatives compétentes.
Un membre du Conseil peut être délégué afin de s’exprimer aux assemblées lors des débats parlementaires.

### Saisine gouvernementale ou parlementaire
Le Conseil peut également être consulté, par le Premier ministre, le président de l'Assemblée nationale ou le président du Sénat, sur tout problème de caractère économique, social ou environnemental,.
Il peut être saisi de demandes d'avis ou d'études par le Premier ministre, par le président de l'Assemblée nationale ou par le président du Sénat.

### Saisine par une pétition
Depuis juillet 2008, le Conseil économique, social et environnemental peut être saisi par voie de pétition de toute question à caractère économique, social ou environnemental,,. Il ne peut être saisi sur un projet de loi en cours de discussion.
Celle-ci doit être rédigée en français et signée par au moins 150 000 personnes de 16 ans ou plus, de nationalité française ou résidant régulièrement en France. Le bureau statue sur sa recevabilité. Dans un délai de six mois à compter de cette décision, le Conseil se prononce par un avis en assemblée plénière sur les questions soulevées par les pétitions recevables et fait connaître au gouvernement et au Parlement les suites qu'il propose d'y donner,.
En outre, depuis 2017, le CESE assure une veille des pétitions et a labellisé trois plateformes de pétitions en ligne : Avaaz, Change.org et MesOpinions.com.

### Saisine d'initiative
Le Conseil économique, social et environnemental peut, de sa propre initiative, appeler l'attention du Gouvernement et du Parlement sur les réformes qui lui paraissent nécessaires.

## Budget et rémunérations

### Budget
Le budget du Conseil fait partie de la mission « Conseil et contrôle de l’État » (qui comprend également les budgets du Conseil d'État et de la Cour des comptes). En 2019, il représente 40,23 millions d'euros auxquels il faut ajouter des ressources propres provenant de la location du Palais d’Iéna et du mécénat à hauteur de 2 millions d'euros.
Le Conseil employait, au 31 décembre 2018, 146,5 agents en équivalent temps plein.
La Cour des comptes, dans un rapport paru en février 2015, dénonce de nombreuses irrégularités : inflation de primes et indemnités, régime de travail privilégié (54 jours de congé avec les congés payés) de ses agents, et demande que son budget soit mieux contrôlé.
En mars 2025, un article du Canard enchaîné relaie un « rapport d’observations provisoires » confidentiel sur la période 2019-2023 qui pointerait du doigt le fait que le Conseil serait parvenu à accumuler une réserve financière d’environ 18 millions d’euros. La Cour des Comptes expliquerait en outre qu’ « il n’est pas possible de se faire une idée de la situation budgétaire réelle du CESE à partir des documents du rapport », Le Canard enchaîné soulignant que le CESE « n’est pas obligé de rendre les crédits non consommés ». Le rapport précise qu'en cinq ans, le Premier ministre n’a saisi le CESE qu’à douze reprises, le Sénat et l’Assemblée nationale, quatre fois. La Cour des comptes établit ainsi à 1,4 million d’euros le coût moyen d’un rapport du CESE. Dans un nouvel article, Le Figaro, ayant contacté le CESE, indique que l’institution regrette « la publication d’informations non définitives » alors que la « phase contradictoire [avec la Cour des Comptes] n’est pas terminée », qu’elle réserve ses commentaires pour la Cour des Comptes, et qu’elle « apportera de nombreuses rectifications sur des éléments et analyses qu’[elle] juge erronés voire infondés ».

### Indemnités des membres
Les membres du CESE touchent une indemnité égale au tiers de l’indemnité parlementaire soit 1 866,60 €. En y ajoutant 1 922,60 € d'indemnité représentative de frais et 56 € d'indemnité de résidence, le total est de 3 845,20 € bruts mensuels. Des prélèvements sont opérés sur ces indemnités au titre de la cotisation à la Caisse de retraites des anciens membres du Conseil économique de leurs conjoints et de leurs orphelins mineurs. (caisse instituée en application de la loi no 57-761 du 10 juillet 1957 et maintenue par le décret no 59-601 du 5 mai 1959 modifié). Ces montants sont au 1er janvier 2019 de 691,39 €. Un système de retenue est appliqué en cas d’absentéisme.
Le président du CESE perçoit une indemnité spéciale supplémentaire (égale au double de la rémunération d’un membre) pour frais de représentation soit 6 330,32 € net par mois (1 866,60 € d'indemnité, 56 € d'indemnité de résidence, 1 922,60 € d'indemnité représentative de frais Conseiller/Conseillère, 3 845,20 € d'indemnité représentative de frais Président pour un montant total brut mensuel de 7 690,40 €); les 60 personnalités une indemnité pour une participation à une réunion de section d’un montant brut de 288,36 € (soit 265,72 € net),.
Selon un « rapport d’observations provisoires » de la Cour des Comptes en 2025 relayé par le Canard enchaîné, les 10 rémunérations les plus hautes représentaient 2 026 284 euros en 2023, soit plus de 200 000 euros annuels par personne. Le président, Thierry Beaudet, perçoit 1 977,32 euros brut d’indemnité de base, auxquels s’ajoutent notamment 7 414,94 euros brut d’indemnité de fonction comme président. Il bénéficie également, selon Le Canard enchaîné, d’un logement de fonction et d’un véhicule qui n’avaient pas été déclarés aux impôts par le Conseil avant mai 2023.
Relayant le même rapport de la Cour des Comptes de 2025, Le Canard enchaîné indique que le rôle du secrétaire général, dirigeant l’administration de l’institution, « n’est à la fois pas complètement défini, ni établi par un texte. » et qu’il touche 15000 euros mensuels. Le Canard enchaîné indique également que « les employés du Conseil bénéficient de primes multiples, dont certains, dit la Cour « n’ont pas d’équivalent dans la fonction publique » », et qu’ils bénéficient de 54 jours de congés annuels contre 40 pour la moyenne nationale. L’hebdomadaire indique enfin que « comme leurs pairs parlementaires, les conseillers du CESE ont droit à des indemnités représentatives de frais pour s’habiller (2000 euros par an), se déplacer, se restaurer, séjourner à l’hôtel, faire financer la garde des mômes ou leur internet.» Il dévoile enfin qu’ « conseiller qui n’aurait participé à aucune séance au cours d’un trimestre ne peut faire l’objet d’aucune pénalité ».

## Activités du Conseil
La place du CESE auprès des autres institutions reste faible (5 saisines gouvernementales en 2013, 2 en 2012 et une seule saisine en 2011). La formule de la pétition reste inexploitée. Ainsi les avis et rapports produits chaque année par le Conseil (19 en 2013, 18 en 2012, 15 en 2011) sont la suite d’une auto-saisine.
Selon la Cour des comptes, le CESE est confronté à la concurrence d’autres structures de conseil gouvernemental (France Stratégie, Commissariat général à l'Égalité des territoires, Haut Conseil à la vie associative).
Entre 2010 et 2019, trois pétitions ont été émises vers le CESE. Une seule a atteint les 500 000 signatures, qui demandait l’avis du CESE sur l’ouverture du mariage aux couples de même sexe. Celle-ci, initiée par La Manif pour tous n’a pas été déclarée recevable par le bureau. Après plusieurs recours, le Conseil d'État confirme que le CESE « ne peut être saisi aux fins de donner un avis sur un projet de loi que par le Gouvernement »,.
En 2020, la Convention citoyenne pour le climat, initiée par Emmanuel Macron, est organisée par le CESE. L’année suivante, le CESE, saisi par le Premier ministre, met en place une Commission temporaire dédiée à la Campagne de vaccination contre la Covid-19, qui s’appuie sur un collectif citoyen et une plateforme de participation. Plusieurs propositions ont été remises au Professeur Fischer.

### Constitution de 1958 et loi organique
La première source de l’article est la Constitution du 4 octobre 1958. Il est possible également de se reporter à l’article wikipédia Constitution française du 4 octobre 1958, aux articles sur chaque article de la Constitution et aux références associées.
1. ↑  Article 71 de la Constitution
2. 1 2 3 4  Article 69 de la Constitution
3. 1 2  Article 70 de la Constitution

Ordonnance n° 58-1360 du 29 décembre 1958 modifiée portant loi organique relative au Conseil économique et social
1. ↑  Ordonnance no 58-1360, article 9
2. 1 2 3  Ordonnance no 58-1360, article 7
3. ↑  Ordonnance no 58-1360, article 14
4. ↑  Ordonnance no 58-1360, article 11
5. 1 2 3  Ordonnance no 58-1360, article 2
6. ↑  Ordonnance no 58-1360, article 6-1
7. 1 2  Ordonnance no 58-1360, article 4-1
8. ↑  Ordonnance no 58-1360, article 3

### Autres références
1. 1 2 3  Florian Bardou, « A quoi sert (en théorie) le Conseil économique, social et environnemental ? », Libération,‎ 6 juillet 2017 (lire en ligne)
2. 1 2  « Constitution du 4 octobre 1958 » , sur Légifrance, 4 octobre 1958 (consulté le 17 mai 2024)
3. ↑  Marie de Cazals, « La saisine du Conseil économique, social et environnemental par voie de pétition citoyenne : gage d'une Ve République « plus démocratique » ? », Revue française de droit constitutionnel, no 82),‎ 2010, p. 289-310 (lire en ligne)
4. ↑  « Historique », sur www.lecese.fr (consulté le 19 décembre 2015)
5. ↑  Robert Belleret, « Les charmes douillets du palais d'Iéna », Le Monde,‎ 4 janvier 2006 (lire en ligne)
6. ↑  Cyrille Lachèvre, « Nominations «surprises» au Conseil économique et social », Le Figaro,‎ 28 novembre 2010 (lire en ligne)
7. ↑  Judith Waintraub, « Mariton : « Il faut supprimer le Conseil économique et social » », Le Figaro,‎ 2 novembre 2010 (lire en ligne)
8. ↑  « CESE : la chambre inutile de la République", Secrets d’info, Jacques Monin », sur franceinter.fr, 16 septembre 2017
9. ↑  « Proposition de loi constitutionnelle supprimant le Conseil économique, social et environnemental », sur senat.fr, 26 août 2013
10. ↑  Marie-Christine Tabet, Enquête sur la gabegie au sein de la troisième assemblée de la République, lejdd.fr, 10 janvier 2016.
11. ↑  Michel Noblecourt, « François Hollande donne plus de place à la société civile au CESE », Le Monde,‎ 5 novembre 2015 (lire en ligne).
12. ↑  « Loi organique du 15 janvier 2021 relative au Conseil économique, social et environnemental », sur www.vie-publique.fr, 18 janvier 2021 (consulté le 9 octobre 2023)
13. ↑  « Les nouvelles formes de participation citoyenne », sur www.vie-publique.fr, 27 juillet 2020 (consulté le 10 mars 2024)
14. ↑  Michel Noblecourt, « Avec sa réforme, le Conseil économique, social et environnemental espère devenir « une petite France » », Le Monde,‎ 27 avril 2019 (lire en ligne)
15. ↑  « Loi organique no 2021-27 du 15 janvier 2021 relative au Conseil économique, social et environnemental », sur legifrance.gouv.fr
16. ↑  Nora Stirn, « Le nouvel élan participatif de la Convention citoyenne pour le climat et ses répercussions sur la procédure de révision de la Constitution: », Revue française de droit constitutionnel, vol. N° 127, no 3,‎ 12 août 2021, p. 147–173 (ISSN 1151-2385, DOI 10.3917/rfdc.127.0147, lire en ligne, consulté le 9 octobre 2023)
17. 1 2  « Les avocats de la démocratie participative étrillent le projet de réforme du Cese », La Croix,‎ 9 juillet 2020 (ISSN 0242-6056, lire en ligne, consulté le 12 juillet 2020)
18. ↑  « Le dictionnaire - Conseil économique, social et environnemental », sur Alternatives économiques (consulté le 17 mai 2024)
19. ↑  Sébastien Crépel, « Inédit », L'Humanité,‎ 8 janvier 2024, p. 3 (lire en ligne )
20. ↑  Jade Grandin de l'Eprevier, « Crise agricole: quand von der Leyen oublie le CESE européen », L'Opinion,‎ 12 février 2024, p. 7
21. ↑  Raphaëlle Besse Desmoulières, « Les associations mécontentes de la répartition des sièges au CESE », Le Monde,‎ 27 mars 2021, p. 13 (lire en ligne )
22. ↑  Catherine Gasté, « Le débat sur la légalisation du cannabis relancé », Aujourd'hui en France/Le Parisien,‎ 17 janvier 2022, p. 10 (lire en ligne )
23. ↑  « RATP, énergie, Banque de France… Ces avantages des régimes spéciaux de retraite voués à disparaître », Le Figaro,‎ 25 janvier 2023 (lire en ligne )
24. ↑  Béatrice Bouniol, « Réforme du Cese, bientôt votée, toujours controversée », La Croix,‎ 15 décembre 2020 (lire en ligne)
25. ↑  Claire Legros, « La participation citoyenne au chevet de la démocratie », Le Monde,‎ 26 février 2022, p. 30 (lire en ligne )
26. 1 2  Décret no 2021-309 du 24 mars 2021 fixant la répartition et les conditions de désignation des membres du Conseil économique, social et environnemental
27. ↑  Pour un nouveau CESE, mars 2021 (lire en ligne)
28. ↑  Décret no 84-558 du 4 juillet 1984 fixant les conditions de désignation des membres du Conseil économique, social et environnemental, version consolidée du 19 décembre 2015
29. 1 2 3 4 5  « https://www.lecese.fr/decouvrir-cese/historique »
30. ↑  « https://www.lemonde.fr/politique/article/2021/05/18/thierry-beaudet-un-mutualiste-consensuel-a-la-tete-du-conseil-economique-social-et-environnemental_6080586_823448.html »
31. ↑  Site Internet du Conseil économique, social et environnemental
32. ↑  Christelle de Gaudemont, « La réforme du Conseil économique, social et environnemental », sur Dalloz, 22 janvier 2021 (consulté le 17 mai 2024)
33. 1 2  Conseil d'État, 10ème - 9ème chambres réunies, décision no 402259 du 15 décembre 2017
34. ↑  « Pétitions : mode d'emploi », sur Conseil économique, social et environnemental (consulté le 18 juillet 2022).
35. 1 2 3  « Le budget du CESE », sur lecese.fr (consulté le 17 mai 2020)
36. 1 2 3  Cour des comptes, La gestion du Conseil économique, social et environnemental : une volonté de réforme, des efforts à poursuivre (lire en ligne) (Rapport public annuel 2015)
37. ↑  Didier Hassoux, L’ébouriffant train de vie du Conseil économique, lecanardenchaine.fr, 11 mars 2025
38. 1 2 3 4 5  Adrien Bez, « Train de vie, primes, gestion budgétaire : le CESE épinglé par un rapport de la Cour des comptes », sur Le Figaro, 13 mars 2025 (consulté le 14 mars 2025)
39. ↑  Décret no 59-602 du 5 mai 1959 relatif à la rémunération et aux indemnités des membres du Conseil économique, social et environnemental, version consolidée du 19 décembre 2015
40. ↑  « Suivi des pétitions », sur lecese.fr (consulté le 17 mai 2020)
41. ↑  « Le juge administratif donne raison à la Manif pour tous », sur la-croix.com, 30 juin 2014
42. ↑  « Lancement de la convention citoyenne pour le climat », sur Vie-publique.fr, 17 mai 2020
43. ↑  « Saisine « vaccination » : contours et calendrier du dispositif », sur lecese.fr, 7 janvier 2021
44. ↑  « Le collectif citoyen "vaccination" remet de nouvelles propositions », sur lecese.fr, 2 mai 2021